# John Wesley Hardin

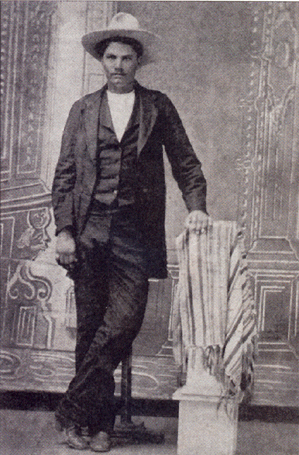
John Wesley Hardin

John Wesley Hardin (ur. 26 maja 1853 w Bonham w hrabstwie Fannin w Teksasie, zm. 19 sierpnia 1895 w El Paso w Teksasie) – amerykański bandyta i rewolwerowiec, także prawnik, wykształcenie zdobył w czasie odbywania wieloletniej kary więzienia. Był jednym z najsłynniejszych zabójców w historii Dzikiego Zachodu. Znakomity pokerzysta – utrzymywał się głównie z gry w karty.
Do legendy przeszła jego sprawność strzelecka (obok Dzikiego Billa Hickoka uważany jest za najlepszego rewolwerowca). Gdy w 1877 został aresztowany przez Texas Rangers, poproszono go o zademonstrowanie swoich umiejętności. Kapitan Jim Gillett twierdził, że widowisko było fenomenalne. Hardin, jak większość słynnych rewolwerowców, wypracował sobie własny sposób strzelania i wydobywania broni (na tym przede wszystkim polegała szybkość strzału). Nosił kamizelkę wykonaną z miękkiej cielęcej skóry, w którą z przodu wszyte były dwie kieszenie. W nich znajdowały się dwa sześciostrzałowe rewolwery, skierowane kolbami do siebie. Pozwalało to wprowadzić w błąd przeciwnika, który widząc Hardina z ramionami skrzyżowanymi na piersiach, nie przypuszczał by ten mógł szybko wyciągnąć broń, zazwyczaj noszoną przy biodrach.
Poszukiwany przez prawo – był jednocześnie dla wielu teksańczyków symbolem oporu przeciwko krwawemu jankeskiemu reżimowi po wojnie secesyjnej. W tym kontekście przedstawił go m.in. Bob Dylan w piosence John Wesley Harding. Przez Jankesów z kolei przedstawiany jest jako szczególnie brutalny morderca, w większości jednak są to zarzuty nieprawdziwe. Przed sądem nie udowodniono mu, mimo starań, żadnych zabójstw nie sprowokowanych.
W 1896, w rok po śmierci Hardina, wydano jego autobiografię: The Life of John Wesley Hardin as Written by Himself.

## Życiorys
Hardin urodził się w rodzinie pastora kościoła baptystów. Do 1868 nie wydarzyło się w jego życiu nic godnego uwagi. W tymże roku przebywał na ranczo swojego stryja. W obronie własnej był zmuszony zabić byłego niewolnika. Podczas ucieczki zastrzelił jeszcze trzech ścigających go żołnierzy. Przez następne lata ukrywał się i uciekał. W miarę upływu czasu rosła jego sława znakomitego strzelca i niebezpiecznego przeciwnika. Aresztowany przez dwóch szeryfów, nocą uwolnił się z kajdanek i obydwu zabił.
Kolejne zdarzenie, które sprawiło, że znalazł się na ustach wszystkich miało miejsce podczas przepędu bydła w okolicach Abilene, gdzie szeryfem był słynny Dziki Bill Hickok. Wszyscy spodziewali się pojedynku dwóch ludzi uważanych za najlepszych rewolwerowców Zachodu – jednak bezskutecznie. Do sławy Hardina dołączyła opinia człowieka, przed którym stchórzył Hickok.
W końcu Hardin zapragnął ustatkować się. W 1872 ożenił się i założył hodowlę koni. Szybko jednak został przez Jankesów zmuszony do ucieczki i schronił się wraz z rodziną u swoich krewnych, Taylorów w okręgu Dewitt. Tam jednak uwikłał się w prywatną wojnę Taylorów z Williamem Stuttonem. W tym mniej więcej czasie Texas Rangers opublikowali listę najgroźniejszych przestępców, na której znalazł się i Hardin. Gdy w 1873 interweniowali w Dewitt, szeryf sąsiedniego okręgu próbował aresztować Hardina w Cuero. Szeryf zginął na miejscu, a uciekinier samotnie zastawił zasadzkę i zastrzelił jeszcze trzech prześladowców. Po tych wydarzeniach opuścił Teksas i pod zmienionym nazwiskiem osiadł w Luizjanie, potem zaś w Alabamie. Najpierw handlował bydłem, później stał się współwłaścicielem tartaku.

## Aresztowanie i wyrok
W 1877 wytropił go Ed Duncan z Agencji Pinkertona. Aresztowany i przewieziony do Teksasu, stanął przed sądem w Austin. Aresztowania notabene dokonano nielegalnie, ponieważ nie asystował przy nim miejscowy przedstawiciel prawa. Hardin przyznał się przed sądem do ponad dwudziestu zabójstw, lecz nie udowodniono mu żadnych napadów ani rabunków. Nie udowodniono mu też zabójstw niesprowokowanych. Sam powiedział, że zabijał tylko wtedy, gdy zagrożona była jego wolność. Bardzo pomogła mu też sympatia opinii społecznej, tj. mieszkańców stanów południowych, w tym niemal całego Teksasu. Wyrok opiewał na 25 lat ciężkich robót w więzieniu w Huntsville.
W ciągu siedmiu pierwszych lat pobytu w więzieniu podjął dziewięć prób ucieczek, m.in. robiąc podkopy lub organizując bunty. Zwrot w jego życiu nastąpił w roku 1885. Rozpoczął w więzieniu zaoczną naukę prawa. 17 lutego 1894, po siedemnastu latach pobytu w więzieniu został ułaskawiony. Z synem i córką zamieszkał w Gonzales, niestety – żona zmarła w 1892. Zdał tam obowiązujące egzaminy prawnicze i został członkiem palestry i otworzył praktykę. 9 stycznia 1895 ożenił się z 15-letnią Callie Lewis, jednak małżeństwo szybko się rozpadło.

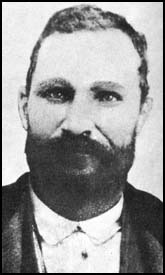
Morderca Johna Wesleya Hardina, John Selman

## Śmierć
Wkrótce przeniósł się z rodziną do El Paso, gdzie wywiesił szyld prawnika. Zabiegając o względy żony kowboja polskiego pochodzenia Martina Mroza (nazywanego McRose), zlecił jego zabójstwo. Tam został zamordowany w roku 1895, z nie do końca wyjaśnionych przyczyn. Jedna z wersji mówi, że kiedy aresztowano wdowę McRose (aktualnie przyjaciółkę Hardina) za bezprawne posiadanie broni, ten skierował pogróżki w stosunku do policjanta Johna Selmana, powiązanego zresztą ze światem przestępczym. Parę dni później, ojciec Selmana, John Selman senior, zauważył Hardina grającego hazardowo w kości w saloonie o nazwie Acme Saloon. Selman podszedł niezauważony, stanął tuż za Hardinem i zamordował go znienacka strzałem w tył głowy, podobnie jak Jack McCall zamordował jego idola, Dzikiego Billa Hickoka w Deadwood w 1876. Hardin miał wówczas 42 lata. Selmana, który przysiągł, że działał w obronie własnej, zwolniono do czasu późniejszego rozpatrzenia sprawy. Nigdy się ona nie odbyła, bowiem Selman zginął 5 kwietnia 1896, po pijanemu, w czasie kłótni przy kartach, w pojedynku z szeryfem federalnym – George’em Scarborough.